# Gardenia subacaulis
Gardenia subacaulis är en måreväxtart som beskrevs av Otto Stapf och John Hutchinson. Gardenia subacaulis ingår i släktet Gardenia och familjen måreväxter. Inga underarter finns listade i Catalogue of Life.